# Papuaistus pallicrus
Papuaistus pallicrus är en insektsart som beskrevs av Heinrich Hugo Karny 1924. Papuaistus pallicrus ingår i släktet Papuaistus och familjen Anostostomatidae. Inga underarter finns listade i Catalogue of Life.